# Clube de rolha

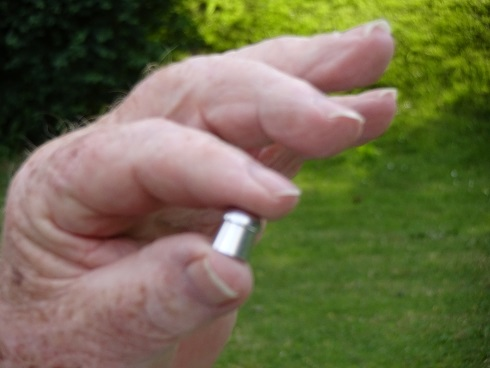
Um membro de um clube de rolha apresenta sua rolha.
Neste caso específico, a "rolha" é um objeto cilíndrico personalizado, feito sob medida, feito de metal;
No entanto, rolhas de cortiça ou borracha são frequentemente usadas por outros clubes de rolha.

Municípios em que se conhece um local clube de rolha.
No fundo, o estado alemão da Baviera é destacado,
Uma vez que quase todos os clubes de rolha estão localizados neste estado.

Um clube de rolha (em alemão: Stopselclub) é um clube social, cujos membros sempre devem levar uma rolha com eles.

Sempre que dois membros de um clube de rolha se encontram, cada um deles pode exigir que o outro tenha que mostrar sua rolha.
Um membro que não pode mostrar a rolha, por exemplo, porque ele esqueceu em casa, tem que pagar uma pequena multa monetária.

O dinheiro que é cobrado através dessas multas é normalmente usado para comprar cerveja na próxima reunião do clube.
Os clubes de rolha existiram pelo menos desde meados do século XX no estado alemão da Baviera.

Ocasionalmente, os clubes de rolha também apoiam projetos de caridade.

Existem mais de 100 clubes de rolha na Baviera.